# Kreuzstetten
Kreuzstetten é um município da Áustria localizado no distrito de Mistelbach, no estado de Baixa Áustria.